# USS Bainbridge (CGN-25)
Pour les autres navires du même nom, voir USS Bainbridge.
L’USS Bainbridge  (CGN-25) est un croiseur américain, seul bâtiment de sa classe bien que celle-ci soit rattachée à la classe Leahy. Initialement désigné DLG(N), soit "frégate", il est reclassé CGN, donc dans la catégorie croiseur, en 1975 lorsque la nouvelle nomenclature de l'US Navy fut instaurée. Son nom honore le souvenir de William Bainbridge.

## Construction

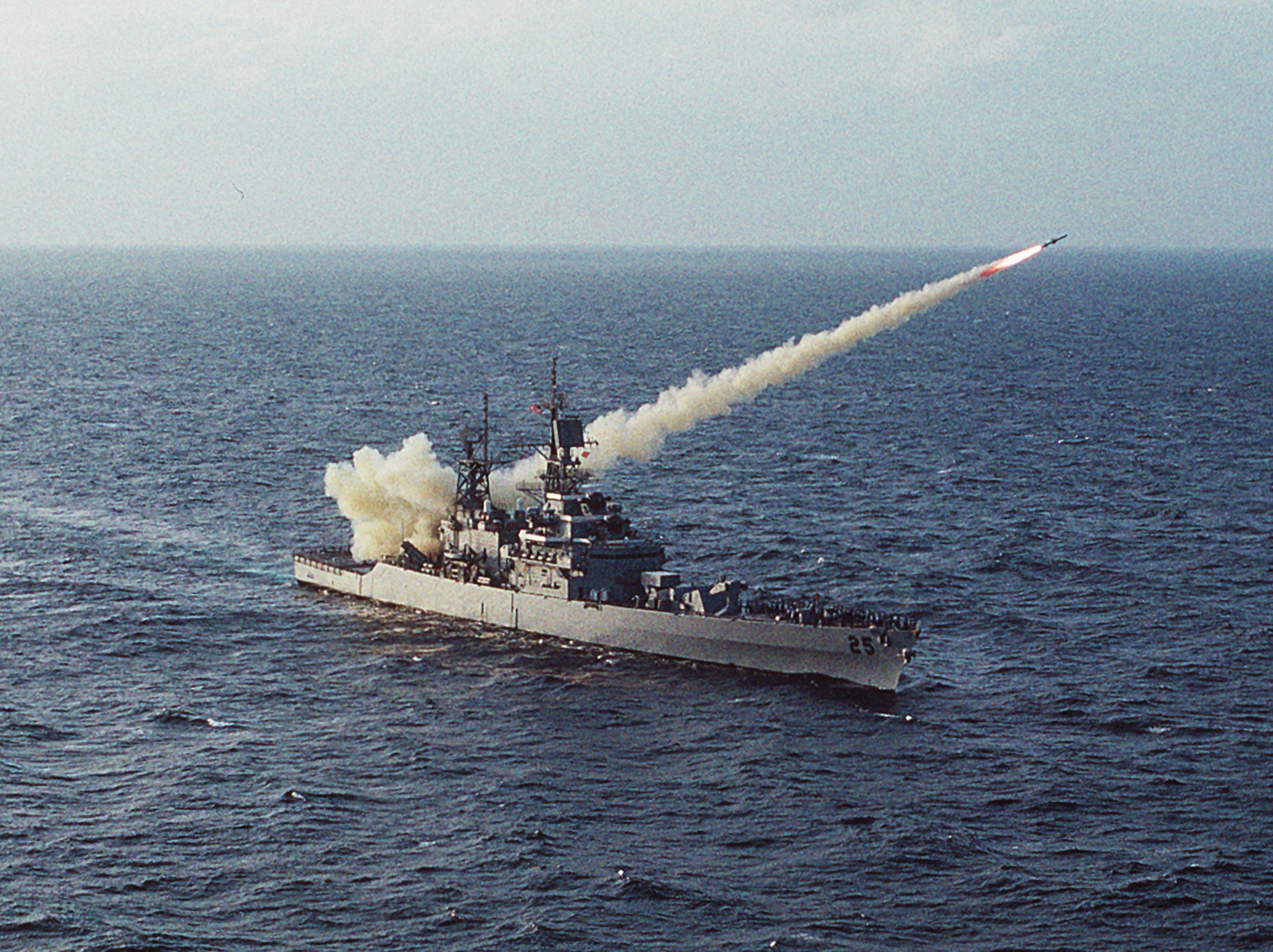
L'USS Bainbridge tirant un missile RGM-84 Harpoon le 10 janvier 1992.

L'USS Bainbridge est élaboré puis construit par la Bethlehem Shipbuilding Corporation aux chantiers navals de Fore River à Quincy, dans le Massachusetts (États-Unis). Sa quille fut posée le 14 mai 1959 par le vice-amiral Hyman Rickover à Quincy . Initialement prévu pour être un bâtiment de la classe Leahy, il sera modifié afin de devenir la première frégate à propulsion nucléaire du monde. Les compartiments propulsion et machine seront entièrement revus afin d'y intégrer deux réacteurs nucléaires. Pour le reste, le bâtiment est quasiment identique aux autres éléments de classe Leahy.
Admis au service actif le 6 octobre 1962, sa cérémonie de lancement avait été présidée par le Chef des opérations navales, l'amiral Arleigh A. Burke, l'année précédente, le 15 avril 1961. Le bâtiment est alors commandé par le capitaine de vaisseau Raymond E. Peet qui va procéder à trois mois d'essais en mer au terme desquels le bâtiment est officiellement déclaré opérationnel.

## Carrière

### Opération Sea Orbit
Le 24 mai 1964, l'USS Bainbridge rejoint l'USS Long Beach (CGN-9) et l'USS Enterprise (CVN-65) pour former le premier groupe aéronaval à propulsion nucléaire de l'histoire. Probablement accompagnés d'un sous-marin nucléaire, le groupe aéronaval entame le 31 juillet l'opération Sea Orbit qui consiste à réaliser le premier tour du monde d'une flotte entièrement propulsée par l'énergie nucléaire sans qu'aucun ravitaillement en combustible ne soit nécessaire. L'opération prend fin le 3 octobre 1964 après un parcours 30 565 milles, soit environ 56 606 kilomètres.

## Récompenses
Le Bainbridge est récipiendaire de onze Battle stars pour avoir servi durant la guerre du Vietnam. Il est également récipiendaire de nombreux rubans et décorations :
|  |  |  |
|  |  |  |
|  |  |  |
|  |  |  |
|  |  |  |

Première ligne - Joint Meritorious Service Award

Seconde ligne - Navy Meritorious Unit Commendation (2) - Coast Guard Special Operations Ribbon - Navy Battle "E" Ribbon (5)

Troisième ligne - Navy Expeditionary Service Medal (2) - National Defense Service Medal (2) - Armed Forces Expeditionary Medal (2)

Quatrième ligne - Vietnam Service Medal (9) - Southwest Asia Service Medal (2) - Humanitarian Service Medal

## Ports d'attache

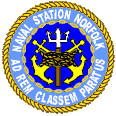
Insigne de la base navale de Norfolk, dernier port d'attache du Bainbridge

Durant sa carrière, l'USS Bainbridge eut au total 11 ports d'attache dont 5 différents.
| Période                        | Port d'attache              |
| ------------------------------ | --------------------------- |
| 6 octobre 1962 - Novembre 1965 | Charleston, Caroline du Sud |
| Novembre 1965 - août 1967      | Long Beach, Californie      |
| Août 1967 - août 1969          | Vallejo, Californie         |
| Août 1969 - Juin 1974          | Long Beach, Californie      |
| Juin 1974 - Avril 1977         | Bremerton, Washington       |
| Avril 1977 - Fin 1978          | San Diego, Californie       |
| Fin 1978 - Mars 1979           | Bremerton, Washington       |
| Mars 1979 - Octobre 1983       | San Diego, Californie       |
| Octobre 1983 - Avril 1985      | Bremerton, Washington       |
| Avril 1985 - Juillet 1985      | San Diego, Californie       |
| Juillet 1985 - Septembre 1996  | Norfolk, Virginie           |

## Commandants
Placé dans le service actif en 1962 et retiré en 1996, le Bainbridge totalisa douze commandants.

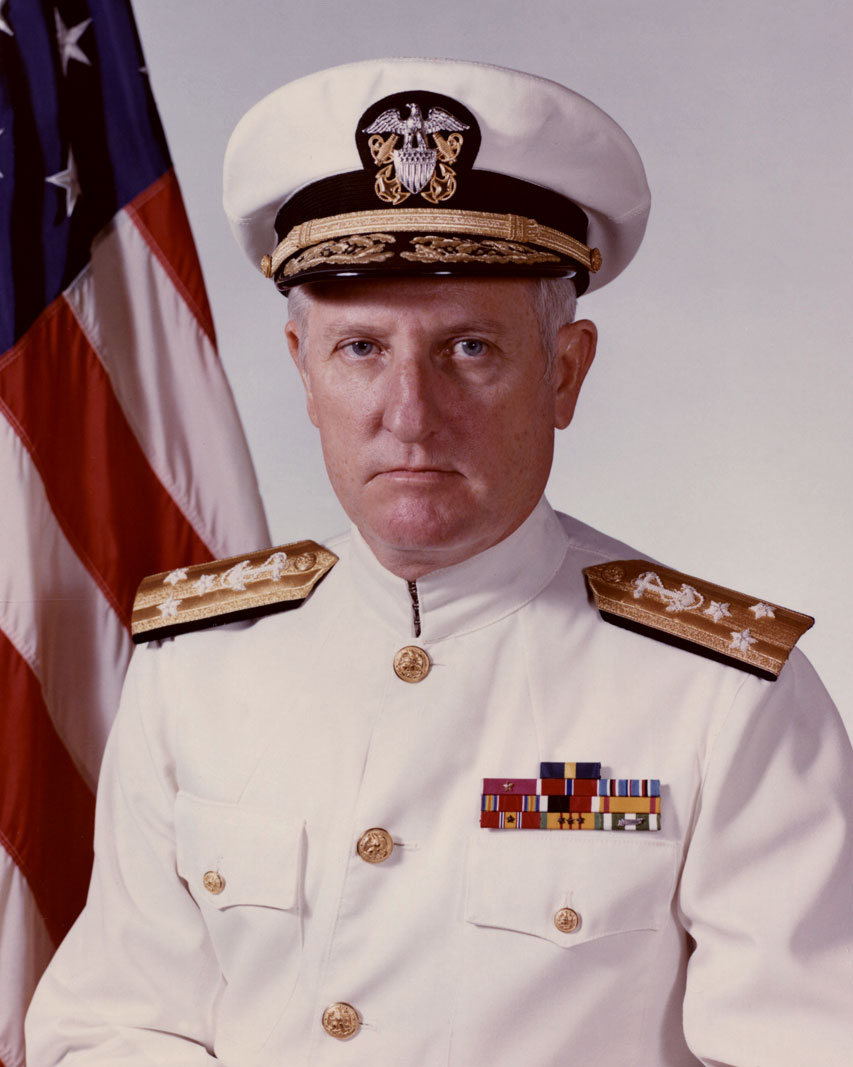
Le futur vice amiral James H. Doyle Jr. fut le commandant du Bainbridge de 1966 à 1970

| Période                              | Grade   | Nom                               |
| ------------------------------------ | ------- | --------------------------------- |
| 6 octobre 1962 - 27 juillet 1964     | Captain | Raymond Edward Peet               |
| 27 juillet 1964 - 17 décembre 1966   | Captain | Hal Cushman Castle                |
| 17 décembre 1966 - 30 août 1970      | Captain | James Henry Doyle Junior          |
| 30 août 1970 - 9 février 1974        | Captain | William Raymond Sheridan          |
| 9 février 1974 - 26 mars 1977        | Captain | Byron Bruce Newell                |
| 26 mars 1977 - 20 mai 1980           | Captain | Theodore Adalbert Almstedt Junior |
| 20 mai 1980 - 24 juin 1983           | Captain | John Frederick Shaw               |
| 24 juin 1983 - 28 juin 1986          | Captain | John Paul Reason                  |
| 28 juin 1986 - 23 juin 1989          | Captain | John Thomas Gilmartin             |
| 23 juin 1989 - 23 décembre 1991      | Captain | Laurence Michael Bergen Junior    |
| 24 décembre 1991 - 24 novembre 1993  | Captain | Gary Marion Ziller Junior         |
| 24 novembre 1993 - 13 septembre 1996 | Captain | James Micheal Brown               |